# ألبرت وايت
ألبرت وايت (بالإنجليزية: Albert White)‏ (و. 1895 – 1982 م) هو لاعب كرة السلة، وغطاس أمريكي، ولد في أوكلاند، كاليفورنيا، شارك في الألعاب الأولمبية الصيفية 1924، وغطس في الألعاب الأولمبية الصيفية 1924 – رجال 10 متر منصة ‏، وغطس في الألعاب الأولمبية الصيفية 1924 – رجال 3 متر منصة القفز ‏، توفي في ريتشموند، كاليفورنيا، عن عمر يناهز 87 عاماً.

## التعليم
تعلم في جامعة ستانفورد.

## روابط خارجية
- ألبرت وايت على موقع قاعة مشاهير السباحة العالمية (الإنجليزية)
- ألبرت وايت على موقع اللجنة الأولمبية الدولية (الإنجليزية)
- ألبرت وايت على موقع أوليمبيديا (الإنجليزية)